# Test Drive: Eve of Destruction
Test Drive: Eve of Destruction is een racespel ontwikkeld door Monster Games en uitgegeven door Atari. Het spel kwam in augustus 2004 uit voor de Xbox, drie maanden later kwam de PlayStation 2 versie uit. In Europa werd de titel veranderd naar Driven to Desctruction.
Het spel is gebaseerd op de Amerikaanse sport Demolition Derby.